# The Amazing Spider-Man (videojuego de 2012)
The Amazing Spider-Man es un videojuego de acción/aventura en un mundo abierto en tercera persona, un tie-in de la película del mismo nombre con el superhéroe de Marvel Comics, Spider-Man. Fue desarrollado por Beenox, desarrollador de Spider-Man: Shattered Dimensions y Spider-Man: Edge of Time, y publicado por Activision. Fue lanzado el 26 de junio de 2012 en Norteamérica y 29 de junio de 2012 en Europa, en Xbox 360, PlayStation 3, Nintendo DS, Móvil, iOS, Android, y PC. El 13 de octubre de 2012, se confirma que llegaría a Wii U a finales de 2013. El juego fue dirigido por Gerard Lehiany y escrito por Seamus Kevin Fahey, de la fama de Battlestar Galactica, Benjamin Schirtz y Gérard Lehiany. El juego sirve como epílogo de la película The Amazing Spider-Man.
Nintendo 3DS y Wii cuentan con un juego diferente, más lineal con el mismo guion y trama. El juego no es mundo abierto, y en su lugar sigue un estilo de enfoque similar al de Star Wars: The Force Unleashed, donde el jugador selecciona un nivel de un hub, en este caso el apartamento de Stan, antes de jugar a un nivel principalmente lineal. Ha sido diseñado de forma nativa para la 3DS, y más tarde portado a Wii. Beenox también desarrolló esta versión.

## Trama
El juego se sitúa unos meses después de los eventos de la película.
Peter Parker y Gwen Stacy se cuelan en las zonas restringidas de Oscorp después del horario, donde Gwen revela sus sospechas de que puedan estar continuando los experimentos de cruzar especies de Curt Connors. En el proceso, son capturados por Alistair Smythe, el nuevo director, quien explica que algunos científicos estaban de hecho continuando en secreto los experimentos de cruzar especies de Connors al inyectarle a animales con ADN humano; las especies cruzadas llevan un poderoso virus y actualmente están siendo enviados a un bio-laboratorio para su eliminación. En ese momento, todas las especies cruzadas reaccionan ante la presencia de Peter y escapan, infectando a todos los científicos, incluyendo Smythe y Gwen, en el proceso. Alistair desata sus robots de seguridad, que están programados para defenderlos de las especies cruzadas. Sin embargo, terminan atacando a Peter, ya que técnicamente es una mezcla de especies también. Peter rápidamente se pone su traje de Spider-Man y lleva a los infectados a la cuarentena, luchando contra los robots en el proceso, pero es incapaz de detener a las especies cruzadas que escapan a la ciudad.
Spider-Man trata de luchar contra las especies cruzadas en la ciudad, pero todas éstas se escapan, y un robot gigante de seguridad le ataca también, causando un gran daño a la ciudad. Spider-Man va al Hospital Psiquiátrico de Beloit, donde el Dr. Connors ha estado encarcelado desde la masacre del Lagarto, y le informa del incidente. Connors acepta escapar de la institución y ayudar a Spider-Man a desarrollar una cura para la epidemia, pero solo si es devuelto al asilo cuando la crisis se resuelva. Después de sacar a Connors, Spider-Man vuelve al apartamento del amigo de su tía May Stan (para la cual estuvo guardando la casa) con Connors, donde instalan de inmediato un laboratorio para iniciar el desarrollo del antídoto, que pronto se convierte en una carrera contra el tiempo cuando se descubre que Smythe está desarrollando su propia "cura", que incluye nanobots destruyendo el huésped de adentro hacia afuera. En el camino, Spider-Man decodifica las transmisiones de la policía y Oscorp con sus Spider-Rastreadores y forma una alianza con Whitney Chang, una periodista de investigación que cree la operación estética de Oscorp es una estafa.
Finalmente, Connors logra crear un antídoto, y Spider-Man se apresura hacia Gwen y los demás en Oscorp; Sin embargo, Smythe es escéptico de que el antídoto funciona de verdad y lo utiliza impulsivamente en sí mismo. Inesperadamente, Smythe pierde el uso de sus piernas así como su mente, y, en un arranque de ira, programas a sus robots para atacar a Spider-Man. Después de escapar por los pelos de Oscorp y volver al apartamento, Spider-Man critica a Connors por el antídoto imperfecto antes de desmayarse de sus lesiones. Mientras está inconsciente, Connors utiliza su sangre para perfeccionar el antídoto, al darse cuenta de que, ya que Spider-Man es una especie cruzada, pero conserva su humanidad, era la clave de la cura desde el principio. Tras su recuperación, Spider-Man viaja inmediatamente a los laboratorios biológicos de Oscorp, cuando Gwen y los otros han sido llevados para ser utilizados como sujetos de prueba para la "cura" nanobot de Smythe y con éxito le administra el antídoto a Gwen y a los demás.
Ya que el público en general cree que Spider-Man es responsable del brote, Gwen se abre paso a la comisaría para informarles de la verdad, mientras que el CDC pone en cuarentena a la ciudad con el avance del virus, conocido ahora como el "virus de las especies cruzadas". Smythe, después de haber sido despedido de Oscorp, de alguna manera descubre la identidad secreta de Spider-Man y donde él y el Dr. Connors se han estado alojando, y posteriormente secuestra a Connors y desafía a Spider-Man a venir a salvarlo.
Spider-Man irrumpe en la instalación de robótica de Oscorp y consigue liberar a Connors, solo para ser sometido por los robots. Mientras Connors escapa y vuelve a su viejo laboratorio en las alcantarillas, Smythe restringe a Spider-Man y le inyecta su suero nanobot terminado, que lo despoja de sus poderes. Sin sus poderes y con su salud desapareciendo rápido, Peter escapa de la instalación como Smythe activa su último S-bot llamado el S-03, que está diseñado para esparcir su suero nanobot por toda la ciudad.
Peter sale a las calles para descubrir que toda la ciudad es un caos como resultado del brote y los robots de Smythe. Se abre paso al laboratorio de las alcantarilla de Connors para descubrir tanto a Connors como Gwen allí. Con la "cura" nanobot atacando cada célula de su cuerpo, Peter se desmaya. Decidiendo que no hay otra manera de detener a Smythe, el Dr. Connors se transforma en el Lagarto de nuevo a pesar de las objeciones de Gwen, creyendo que él será capaz de controlarse a sí mismo lo suficiente para detener a los robots.
Gwen logra revivir a Peter con un DEA, quien de inmediato se apresura a ayudar a Connors a pesar de perder sus poderes. Abriéndose camino hacia el S-Bot con la ayuda de Whitney, Peter, con la ayuda de Gwen, se da cuenta de que la electricidad hará cortocircuito en los nanobots dentro de él como había ocurrido con el DEA previamente. Él entra en el robot y se electrocuta destruyendo los nanobots en su sistema y recuperando sus poderes. Con la ayuda del Lagarto, Spider-Man logra desactivar el S-03 y someter a Smythe en su exo-traje EXO-01. Desafortunadamente, el Dr. Connors pierde el control de sí mismo en la mente del Lagarto en el proceso. Smythe finalmente entra en razón y se queda horrorizado por sus acciones como es llevado por la policía mientras que Spider-Man persigue al Lagarto en las alcantarillas.
Mientras sigue al Lagarto, Spider-Man termina luchando contra la última criatura de las especies cruzadas llamada Nattie y la derrota junto a sus secuaces Pygos. Con la ayuda de un Bot Cazador reprogramado, Spider-Man sigue la pista del Lagarto y logra transformarlo de nuevo en el Dr. Connors, procediendo a llevarlo de regreso al asilo, según lo prometido. Algún tiempo después, Peter y Gwen miran un informe de noticias de Whitney Chang, quien revela que la epidemia del "virus de las especies cruzadas" ha sido curado y Spider-Man es ahora venerado por la ciudad por su papel al detener al virus. Whitney posteriormente recibe la noticia de que Smythe se ha escapado de la custodia policial, pero Gwen convence a Peter de tratar con él más tarde.
En una escena poscréditos, Alistair Smythe, al escapar de la cárcel, habiendo recuperado el uso de sus piernas y en las etapas finales de la infección de las especies cruzadas, se abre camino de vuelta a su laboratorio. Sin nada por lo que vivir y comprendiendo que el virus pronto tomará el control de su cuerpo, Smythe decide cometer su suicidio en lugar de convertirse en una especie cruzada y activa uno de sus robots Cazadores para hacer solo eso, mientras la pantalla se pone negra y escuchar disparos. La historia continúa en The Amazing Spider-Man 2.
Después del juego, se desbloquean más misiones secundarias.

## Reparto
- Sam Riegel - Spider-Man / Peter Parker
- Kari Wahlgren - Gwen Stacy
- Steven Blum - El Lagarto / Dr. Curt Connors, Alimaña
- Stan Lee - Stan
- Fred Tatasciore - Rino
- Bruce Campbell - Reportero Extremo
- Ali Hillis - Gata Negra / Felicia Hardy
- David Lodge - Fiscal de Distrito Anthony Harper
- Nolan North - Alistaire Smythe
- Claudia Black - Whitney Chang

Voces Adicionales por Orion Acaba, Valerie Arem, Troy Baker, Brian Bloom, Larry Cedar, Crispin Freeman, Josh Gilman, Anna Graves, Zach Hanks, Kate Higgins, Ali Hillis, Will Yun Lee, David Lodge, Yuri Lowenthal, Matthew Mercer, Dave B. Mitchell, Nolan North, Liam O'Brien, Tara Platt, Jamieson Price, Derek Stephen Prince, Michelle Ruff, Patrick Seitz, Keith Silverstein, James Patrick Stuart, Keith Szarabajka, Fred Tatasciore, y Kirk Thornton

## Equipo
- Keith Arem - Director de Voz
- Valerie Arem - Coordinadora de Talento

## Jugabilidad

### Versión HD (PC, PS3, Xbox 360, Wii U)
El juego tiene un concepto de mundo abierto/libre de itinerancia. El sistema de combate recuerda a la serie de juegos de Batman desarrollada por Rocksteady Studios (Batman: Arkham Asylum y Batman: Arkham City) utilizando un diseño de flujo libre y contraataques. Beenox tomó el ejemplo de los juegos de Batman, con Dee Brown (jefe del estudio Beenox) indicando: «He jugado los dos juegos de Batman y me gustaron. Para mí, el personaje de Spider-Man es muy diferente a Batman. Tienes que acercarte en ambos de una manera diferente. Creo que los chicos de Rocksteady hicieron un buen trabajo al proveer lo necesario para hacer un gran juego de Batman, y estamos haciendo todo lo que necesitamos esta vez para hacer un gran juego de Spider-Man.»
Los jugadores pueden recoger cómics clásicos completos, como Amazing Fantasy #15, como recogen portadas de cómics a lo largo del juego.
El juego utiliza un sistema único de daño— cuanto mayor daño reciba Spider-Man, más se daña su traje; el volver a la zona 'hub' repara el traje. Al encontrar símbolos diferentes de arañas en ciertas partes de Nueva York y tomar fotos de ellos, se pueden desbloquear trajes alternativos, como "Big Time" Spider-Man, Araña Escarlata (Kaine), una versión invertida del color del traje de la Fundación del Futuro, el traje rojo y azul de la trilogía de Sam Raimi cuando consigues el DLC de pre-orden de Stan Lee o el DLC pre-orden de Rhino, el traje negro de Spider-Man 3, una nueva versión del traje negro y un sombrero de fiesta por el 50 aniversario de Spidey, que puede ser cambiado cuando el jugador va al apartamento de Peter Parker.
Muchos paquetes de DLC se han lanzado para esta versión. Uno de ellos es el "paquete de Destrucción del Lagarto", donde los jugadores controlan al Lagarto y destruyen guardias. El "paquete del Desafío de Rhino" hace que los jugadores controlen al personaje de Rhino, destruyendo coches y matones. El "paquete Busca y Destruye de Oscorp" tiene dos minijuegos con una jugabilidad similar a Snake y Space Invaders. El último paquete de DLC es el "paquete Aventura de Stan Lee ", en el que los jugadores pueden jugar como Stan Lee (con los poderes de Spider-Man). También hay muchas referencias en el juego a personajes de otras franquicias (por ejemplo, Batman, las Tortugas Ninja Mutantes Adolescentes, y el Capitán América).

### Versión de Nintendo (3DS y Wii)
Estas versiones del juego son un juego completamente diferente, pese a que también son desarrollados por Beenox, y tienen jugabilidad diferente a pesar de compartir la misma trama, voz en off, y algunos diseños de nivel de las versiones HD. En lugar de ser un juego de mundo abierto, esta versión cuenta con un enfoque de hub al estilo "Force Unleashed", donde el jugador selecciona un nivel desde una pantalla del mapa en el apartamento de Spider-Man, y también puede "hablar" con el Dr. Connors. Una vez que se selecciona un nivel, Spider-Man es inmediatamente lanzado al inicio de ese nivel. El juego también incluye algunas misiones secundarias que ayudan al jugador a fomentar su EXP.
En vez de fotografiar símbolos arácnidos o descubrir las páginas de cómics, Spider-Man se encarga de encontrar y fotografiar la evidencia que vincule con Oscorp a la conspiración de especies cruzadas. Esto incluye fotografiar villanos y logotipos de Oscorp, y encontrar objetos especiales de Oscorp, como archivos de audio u otros archivos. Cuando encuentra esta evidencia, le puede dar a Spider-Man Puntos de EXP o desbloquear contenido extra en el menú principal, como arte conceptual. El modo de foto hace uso del giroscopio 3DS, pero también puede controlarse más fácilmente con el deslizador analógico.
Los movimientos de Spider-Man en este juego están más basados en el set de movimiento anterior de los juegos anteriores basados en las películas de Spider-Man, y no los de su contrafigura en HD o "Asylum Arkham", aunque varios cambios se han hecho, tales como la adición de un modo "Ataque de Redes", lo que permite a Spider-Man detener el tiempo mientras busca objetivos a los que apuntar.
La versión 3DS tiene un modo de juego exclusivo llamado "Vigilante", que es un juego de texto estilo RPG basado en estrategia donde se te da un mapa de ubicaciones y debes completar tareas y misiones y recoger objetos necesarios para ciertas misiones. Un metro aparece con un pasador que corre ya sea a un marcador rojo o verde. Cuando Spider-Man termina con éxito la misión, el jugador recibe Puntos de Vigilante (PV) y Puntos de Acción (PA), que son para completar las misiones. Cuanto mayor sea tu rango de habilidad, más ubicaciones y contenido adicional se desbloquea. Vigilante es compatible con Street Pass, que te permite intercambiar objetos con otros jugadores.
A diferencia de las versiones de HD, solo hay 3 trajes para desbloquear: Básico, Clásico, y el Traje Negro. El traje clásico se desbloquea al completar todas las misiones secundarias. El traje Negro se desbloquea superando el juego en Modo Vigilante.
La versión de Wii U, aunque Nintendo, cuenta con todo el contenido y es completamente igual a las versiones de PS3, Xbox 360, y PC en lugar de las de Wii y 3DS.

### Versión para DS
Esta versión cuenta con acción de desplazamiento lateral 2.5D con el mismo guion y trama. El 2D es la característica principal, mientras que también se utiliza para manipular la pantalla táctil y los botones.

## Desarrollo y comercialización
Un videojuego basado en la película fue anunciado por primera vez en el New York Comic Con de 2011. El juego fue desarrollado por Beenox, el equipo de desarrollo detrás de los dos juegos anteriores de Spider-Man, Spider-Man: Shattered Dimensions y Spider-Man: Edge of Time. Durante el New York Comic Con un productor de Activision, Doug Heder declaró que el juego tendrá lugar después de los acontecimientos de la película. Heder se dio cuenta de las críticas mixtas con el último videojuego, prometiendo que el videojuego encontrará un destino diferente, gracias a su largo tiempo de desarrollo. El videojuego fue notificado que está en desarrollo por Gerard Lehiany, el director creativo de Beenox. Dee Brown de Beenox sintió que la película fue una inspiración para el desarrollo del videojuego en cómo los creadores querían que resultara. "El hecho de que nuestro juego está basado en la película, y la película vuelve a abordar el universo de una manera completamente diferente — un enfoque más fundamentado, más realista — nos da un entorno increíble para jugar".
El juego se lanzó el 26 de junio de 2012. El primer concepto de arte del juego fue lanzado el 10 de noviembre de 2011. Un tráiler premier mundial debutó en los Spike Video Game Awards 2011, el 10 de diciembre de 2011. El juego fue desarrollado originalmente para la Xbox 360, PlayStation 3, Wii, Nintendo DS, y Nintendo 3DS. Más tarde se anunció que el juego será lanzado para PC, sin embargo, el puerto fue lanzado el 10 de agosto de 2012.  El juego cuenta con soporte PlayStation Move. El juego ofreció bonus de pre-orden. Los que pre-ordenan el juego en Amazon.com serán capaces de jugar como el cocreador de Spider-Man Stan Lee (El DLC está disponible solo hasta el sábado 4 de agosto de 2012), mientras que los que ordenaron en GameStop recibirán un desafío extra con Rhino. Los bonus de pre-orden se solo hicieron disponibles para consolas de juegos de PlayStation 3 y Xbox 360.

## Recepción
The Amazing Spider-Man recibió críticas mixtas a intermedias. Agregando sitios web de reseñas GameRankings y Metacritic le dio a la versión de PlayStation 3 72.31% y 71/100, a la versión de Xbox 360 71.04% y 68/100, a la versión de Wii 64.33% y 58/100, a la versión de 3DS 56.67% y 55/100 y a la versión de DS 53.33%.
GameSpot le dio un 7.5/10, alabando sus controles y criticó su facilidad. Game Informer tuvo una visión más crítica del juego, anotándole 6.75/10, citando el fracaso de cumplir con el potencial debido a su historia genérica y misiones secundarias repetitivas. IGN le dio al juego un 7.0/10 con Greg Miller de IGN diciendo "Los gráficos no son impresionantes, la historia no es emocionante de locos, y las misiones se hacen repetitivas. Pero The Amazing Spider-Man es divertido de jugar."

## Sucesión

### The Amazing Spider-Man
| Predecesor: - | The Amazing Spider-Man 2012 | Sucesor: The Amazing Spider-Man 2 |

### Spider-Man
| Predecesor: Spider-Man: Edge of Time | The Amazing Spider-Man 2012 | Sucesor: Spider-Man: Ultimate Power |